# Gilberto di Gembloux
Gilberto di Gembloux (Gembloux, 1124 – Florennes, 22 febbraio 1213) fu uno scrittore belga ed abate benedettino.
Fu abate di Florennes dal 1187 e quindi di Gembloux dal 1194.
Delle sue opere si ricordano una Vita di santa Ildegarda, una biografia di san Martino e un nutrito epistolario.